# 關達
關達（英語：Gwanda）是津巴布韋的城鎮，也是南馬塔貝萊蘭省的首府，建城於1900年，海拔高度965米，是該國西南部畜牧業的中心，市內有提供急救、兒科、婦產科、眼科等醫療服務的省級醫院，城市周圍有黃金、石棉和鉻礦。